# Isla Pérez
La Isla Pérez es una isla mexicana en el golfo de México, se encuentra frente al litoral norte de la península de Yucatán y pertenece al Parque nacional Arrecife Alacranes, siendo la principal isla de tal arrecife.
Es un importante refugio de fauna marítima que tiene 1 km de largo por 500 m de ancho, situado en el extremo sur del parque nacional. Prácticamente no dispone de suelos y por ende cuenta con muy poca vegetación, con clima cálido y seco, poco hospitalario para la vida humana.
La ínsula tiene con una nutrida corriente turística y de pescadores de la región que concurren en busca de la abundante fauna marina generada por el arrecife coralino.
Es un punto de referencia para la navegación en aguas del Golfo de México, particularmente para quienes navegan entre el Canal de Yucatán y la Sonda de Campeche, contando con un faro para tal efecto. Existe en ella un pequeño destacamento del servicio de guardacostas mexicano, cuya base de adscripción está en el puerto de Progreso.